# Adolf Braun (Bankier)

Adolf Braun

Adolf Braun (* 30. September 1847 in Fulda; † 3. März 1914 in Berlin) war ein deutscher Jurist, Bankier und Direktor bei der Deutschen Hypothekenbank Meiningen.

## Leben
Adolf Braun studierte Rechtswissenschaften an der Universität Marburg, wo er Mitglied des Corps Teutonia war, und arbeitete nach seiner Promotion bis 1878 als Gehilfe bei der Staatsanwaltschaft Frankfurt am Main. Danach trat er in die Deutsche Hypothekenbank in Meiningen, der Haupt- und Residenzstadt von Sachsen-Meiningen, ein. Dort war er bis 1911 Vorstandsmitglied und fungierte einige Jahre als Direktor der Berliner Filiale. Er saß in den Aufsichtsräten der Mitteldeutschen Creditbank, der Gesellschaft für Hoch- und Untergrundbahnen Berlin und der Hartman & Braun AG Berlin. Er unterstützte den Bau der Bahnstrecke Berlin-Stuttgart und forderte eine Bahnstrecke zwischen Meiningen und Fulda.
Adolf Braun engagierte sich stark im Meininger Gesellschaftsleben. So ließ er mit der Unterstützung von Gustav Strupp den „Panoramaweg“, einen Wanderweg rund um die Stadt Meiningen, anlegen. Dort erinnert an einer steinernen Bank eine Gedenkplakette an Adolf Braun. Weiterhin war er mit Spenden unter anderem für die Büsten im Foyer des Meininger Theaters, für die Kupferplatten für die Kirchtürme der Stadtkirche Meiningen und für die Herrichtung des Wallfahrtsweges in Grimmenthal beteiligt. Er richtete bei der Deutschen Hypothekenbank die „Adolf-Braun-Stiftung“ ein.
Für seine Verdienste verlieh ihm die Stadt Meiningen 1902 die Ehrenbürgerschaft.